# ثانوس ميكروتسيكوس
أثناسيوس «ثانوس» ميكروتسيكوس (باليونانية: Αθανάσιος (Θάνος) Μικρούτσικος؛ (13 أبريل 1947 - 28 ديسمبر 2019) ملحن وسياسي يوناني. يعتبر من أهم الملحنين في المشهد الموسيقي اليوناني الحديث.